# جیش‌القدس
جیش بیت‌المقدس، معروف به جیش القدس(عربی: جیش القدس)، نیرویی متشکل از داوطلبان عراقی بود که در ۱۷ فوریه ۲۰۰۱ توسط دولت عراق ایجاد شد تا به فلسطینی‌ها برای آزادی فلسطین و بیت‌المقدس از دست اسرائیل کمک کند. این ایده پس از شروع انتفاضه دوم فلسطین در ۲۸ سپتامبر ۲۰۰۰ مطرح شد. زنان و مردان می‌توانستند به جیش بیت‌المقدس بپیوندند. کارشناسان اظهار داشته‌اند که قرار بود این گروه یک نیروی داوطلب باشد و دارای واحدهایی متشکل از زنان و مردان باشد.